# Sahel Chamali
Sahel Chamali  (in arabo الساحل الشمالي‎?) è un centro abitato e comune rurale del Marocco situato nella prefettura di Tangeri-Assila, regione di Tangeri-Tetouan-Al Hoceima. Conta una popolazione di 5 358 abitanti (censimento 2014).